# Alejandro Santiago
Alejandro Santiago Carrillo (Ciudad de México, 14 de marzo de 1966), conocido artísticamente como Alejandro Santiago, es un compositor y cantante mexicano.

## Trayectoria artística
Inicia su actividad musical de niño tocando la guitarra en Veracruz, donde forma parte de una rondalla, vive posteriormente en San Cristóbal de Las Casas, donde debutó como cantautor, en México D.F., en Tijuana, donde cantó ya más profesionalmente, y en Cuernavaca, donde reside en la actualidad. Pasó de componer temas amorosos a otros más reivindicativos característicos de la canción de autor y la trova mexicana, temas en los que retrata la realidad social, Alejandro Santiago es admirador de autores como John Lennon, Silvio Rodríguez, Joaquín Sabina, Fito Páez, Joan Manuel Serrat o Michael Hedges. Con su tema Magia negra ganó en el V Festival Internacional de Música Cancún.
En 2024 el cantautor celebra 40 años de trova con un disco titulado Cuatro décadas: Cantando a Alejandro Santiago, en el que más de 25 artistas versionan sus canciones.

## Discografía
- 1996 - En pie de guerra
- 1998 - A tu voluntad
- 2002 – Nómada
- 2005 - Realidad virtual
- 2009 - Quinto Elemento
- 2010 - Recuento (disco de éxitos más un tema inédito así como regrabaciones de canciones)
- 2015 - Brújula

### Colaboraciones
- 2003 - Tres Tristes Tigres (Con Sergio Félix y Gerardo Peña)
- 2019 - 3TT (Con Sergio Félix y Gerardo Peña)